# Precious Love (20th Centuryの曲)
『Precious Love』（プレシャス・ラブ）は、2000年9月20日に発売された20th Centuryの2枚目のシングル。

## 解説
- 表題曲1曲とc/wが3曲、そしてこの4曲の別バージョン2種類が存在し、更にカラオケを含むと16曲収録されている。
- 次回の20th Century名義でのシングルは7年6ヶ月途絶える（ベストアルバムは3年5ヵ月後に出る）。

## 収録曲
1. Precious Love
作詞：U-sky、作曲：笹本安詞、編曲：鈴木雅也
  - 井ノ原快彦主演 フジテレビ系デジタルフォトドラマ『NO KISS』主題歌
2. LOVE SONG
作詞：河口恭吾、作曲：椎名Kay太、編曲：武藤良明
3. bird cage
作詞：20th Century、作曲：井ノ原快彦、編曲：小幡英之
4. Take it easy
作詞/作曲/編曲：オオヤギヒロオ、Brass Arrangement：金子隆博
5. Precious Love（Laid－back Mix）
編曲：米光亮
  - 表題曲のリミックスバージョン
6. Precious Love（AKIRA'S CORE FIGHTER REMIX）
Remix：AKIRA
  - 表題曲のリミックスバージョン
7. LOVE SONG（tramuntana mix）
  - 本作のカップリングのリミックスバージョン
8. LOVE SONG（no place to hide mix）
Remix：motsu
  - 本作のカップリングのリミックスバージョン
9. bird cage（SU bossa mix）
編曲：鈴木豪
  - 本作のカップリングのリミックスバージョン
10. bird cage（Sun Set Lounge Mix）
Remix：DRAGON FLY
  - 本作のカップリングのリミックスバージョン
11. Take it easy（eltorpedo mix）
Remix：安部潤
  - 本作のカップリングのリミックスバージョン
12. Take it easy（Groove Da House Remix）
Remix：村山晋一郎
  - 本作のカップリングのリミックスバージョン
13. Precious Love（カラオケ）
14. LOVE SONG（カラオケ）
15. bird cage（カラオケ）
16. Take it easy（カラオケ）

## 収録アルバム
- 『Very best』（#1）
- 『Replay〜Best of 20th Century〜』（#1, 2, 4）
  - #2, 4はスペシャル盤のみ収録。